# Mutter-Beethoven-Haus
Het Mutter-Beethoven-Haus is een museum in Koblenz dat gewijd is aan Ludwig van Beethoven. In dit huis werd zijn moeder Maria Magdalena Keverich (1746-1787) geboren. Het staat op de lijst van cultureel erfgoed van zowel Rijnland-Palts als de UNESCO.

## Achtergrond en collectie
Het museum werd in 1975 geopend en na een grondige renovatie heropend in 1987. Er kwam toen ook een zaal voor kamermuziek vrij waar sindsdien opvoeringen plaatsvinden.
Het behandelt de jeugd van de componist, de vriendschappen die hij gedurende zijn leven had en zijn laatste levensjaren in Wenen. Getoond worden muziekstukken, silhouetten, schilderijen, een buste en andere memorabilia. Ook gaat het museum in op tijdgenoten als Sophie von La Roche, Clemens Brentano en Henriette Sontag. Het huis wordt gezien als een voorbeeld van burgerlijke architectuur uit de 17e en 18e eeuw.
Het is eigendom van de stad en wordt beheerd door het plaatselijke Mittelrhein-Museum. Het doel is de historie op niveau en het bewustzijn van het verblijf van de voorouders van de componist levend te houden.

## Cultureel erfgoed
Het huis is gevestigd aan de Wambachstrasse 204 in Koblenz-Ehrenbreitstein. Het staat in een zone die uitgeroepen is tot cultureel erfgoed door de Generaldirektion Kulturerbe RheinlandPfalz.
Daarnaast maakt het deel uit van het cultuurlandschap Oberes Mittelrheintal dat op 27 juni 2002 werd uitgeroepen tot Werelderfgoed van UNESCO.

## Galerij

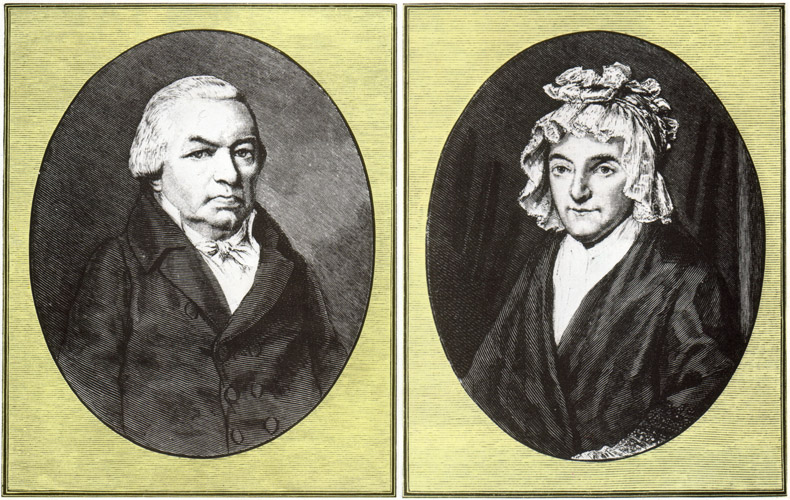
De ouders van Ludwig van Beethoven